# Limenitis leucacantha
Limenitis leucacantha är en fjärilsart som beskrevs av Hans Fruhstorfer 1915. Limenitis leucacantha ingår i släktet Limenitis och familjen praktfjärilar. Inga underarter finns listade i Catalogue of Life.